# 前718年
| 千纪： | 前1千纪 |
| 世纪： | 前9世纪 \| 前8世纪 \| 前7世纪 |
| 年代： | 前740年代 \| 前730年代 \| 前720年代 \| 前710年代 \| 前700年代 \| 前690年代 \| 前680年代 |
| 年份： | 前723年 \| 前722年 \| 前721年 \| 前720年 \| 前719年 \| 前718年 \| 前717年 \| 前716年 \| 前715年 \| 前714年 \| 前713年 |
| 纪年： | 辛酉年（豬年）；周桓王林二年；鲁隐公息姑五年；齐僖公禄父十三年；晋鄂侯郗六年；曲沃庄伯鲜十五年；卫宣公晋元年；蔡宣公考父三十二年；郑庄公寤生二十六年；曹桓公终生三十九年；燕穆侯十一年；陈桓公鲍二十七年；杞武公三十三年；宋殇公与夷二年；秦文公四十八年；楚武王熊通二十三年 |

## 大事记
- 晉曲沃（山西聞喜）莊伯，聯合鄭、邢二國攻翼城（山西翼城），周朝支持下，晉鄂侯奔隨城（山西介休）。曲沃莊伯尋叛中央，周桓王怒，乃立晉鄂侯子晉哀侯為晉國君主。
- 郑庄公派兵进攻卫国牧野（河南衛輝），以报复前719年宋卫等国联军围郑东门的战事。卫人求援於南燕國（河南延津東北），郑国军队在北制采用正面迎击加以侧翼偷袭战术获胜。
- 衛攻郕國（山東寧陽），以報復去年郕乘衛國內亂攻衛。
- 宋佔領邾國（山東鄒城）土地，邾向鄭求援，郑庄公派兵借道邾国进攻宋国，一直攻到宋国都城的外城。宋反攻，圍鄭國長葛（河南長葛）。

## 逝世
- 晉鄂侯郄